# Tha Sae (huyện)
Tha Sae (tiếng Thái: ท่าแซะ) là một huyện (‘‘amphoe’’) ở tây bắc của tỉnh Chumphon, phía nam Thái Lan.

## Lịch sử
Mueang Tha Sae đã thuộc Mueang Chumphon, với thống đốc được phong Phra. Vua Chulalongkorn đã ký sắc lệnh hạ cấp hành chính Mueang Tha Sae thành một huyện của tỉnh Chumphon. Năm 1920, chính phủ đã hạ Tha Sae thành một tiểu huyện (King Amphoe) thuộc Pathio. Tiểu huyện này đã chính thức được nâng thành huyện năm 1940.
Tên huyện này bắt nguồn từ bến cảng con kênh (trong tiếng Thái: Tha), nơi có nhiều cây Catechu (Callerya atropurpurea) mọc.

## Địa lý
Các huyện giáp ranh (từ phía bắc theo chiều kim đồng hồ) là Bang Saphan Noi của tỉnh Prachuap Khiri Khan, Pathio và Mueang Chumphon của tỉnh Chumphon, và Kra Buri của tỉnh Ranong. Phía tây là Tanintharyi Division của Myanmar.
Các nguồn nước quan trọng ở đây là Tha Sae and Rap Ro rivers.

## Hành chính
Huyện này được chia thành 10 phó huyện (tambon), các đơn vị này lại được chia thành 115 làng (muban). Tha Sae là một thị trấn (thesaban tambon) nằm trên một số khu vực của tambon Tha Sea. Noen Sam Thi covers further parts of tambon Tha Sae. Ngoài ra có 10 tổ chức hành chính tambon (TAO).
| \| Số TT \| Tên \| Thai \| Số làng \| Dân số \| \| \| ----- \| ------------- \| -------- \| ------- \| ------ \| \| \| 1. \| Tha Sae \| ท่าแซะ \| 20 \| 10.726 \| \| \| 2. \| Khuring \| คุริง \| 7 \| 3.411 \| \| \| 3. \| Salui \| สลุย \| 9 \| 7.425 \| \| \| 4. \| Na Kratam \| นากระตาม \| 11 \| 5.049 \| \| \| 5. \| Rap Ro \| รับร่อ \| 19 \| 16.128 \| \| \| 6. \| Tha Kham \| ท่าข้าม \| 15 \| 6.823 \| \| \| 7. \| Hong Charoen \| หงษ์เจริญ \| 14 \| 10.963 \| \| \| 8. \| Hin Kaeo \| หินแก้ว \| 6 \| 4.303 \| \| \| 9. \| Sap Anan \| ทรัพย์อนันต์ \| 7 \| 3.854 \| \| \| 10. \| Song Phi Nong \| สองพี่น้อง \| 7 \| 8.265 \| \| | Map of Tambon |          |         |        |  |
| Số TT | Tên           | Thai     | Số làng | Dân số |  |
| 1. | Tha Sae       | ท่าแซะ    | 20      | 10.726 |  |
| 2. | Khuring       | คุริง      | 7       | 3.411  |  |
| 3. | Salui         | สลุย      | 9       | 7.425  |  |
| 4. | Na Kratam     | นากระตาม | 11      | 5.049  |  |
| 5. | Rap Ro        | รับร่อ     | 19      | 16.128 |  |
| 6. | Tha Kham      | ท่าข้าม    | 15      | 6.823  |  |
| 7. | Hong Charoen  | หงษ์เจริญ  | 14      | 10.963 |  |
| 8. | Hin Kaeo      | หินแก้ว    | 6       | 4.303  |  |
| 9. | Sap Anan      | ทรัพย์อนันต์ | 7       | 3.854  |  |
| 10. | Song Phi Nong | สองพี่น้อง  | 7       | 8.265  |  |